# Klosters fälad

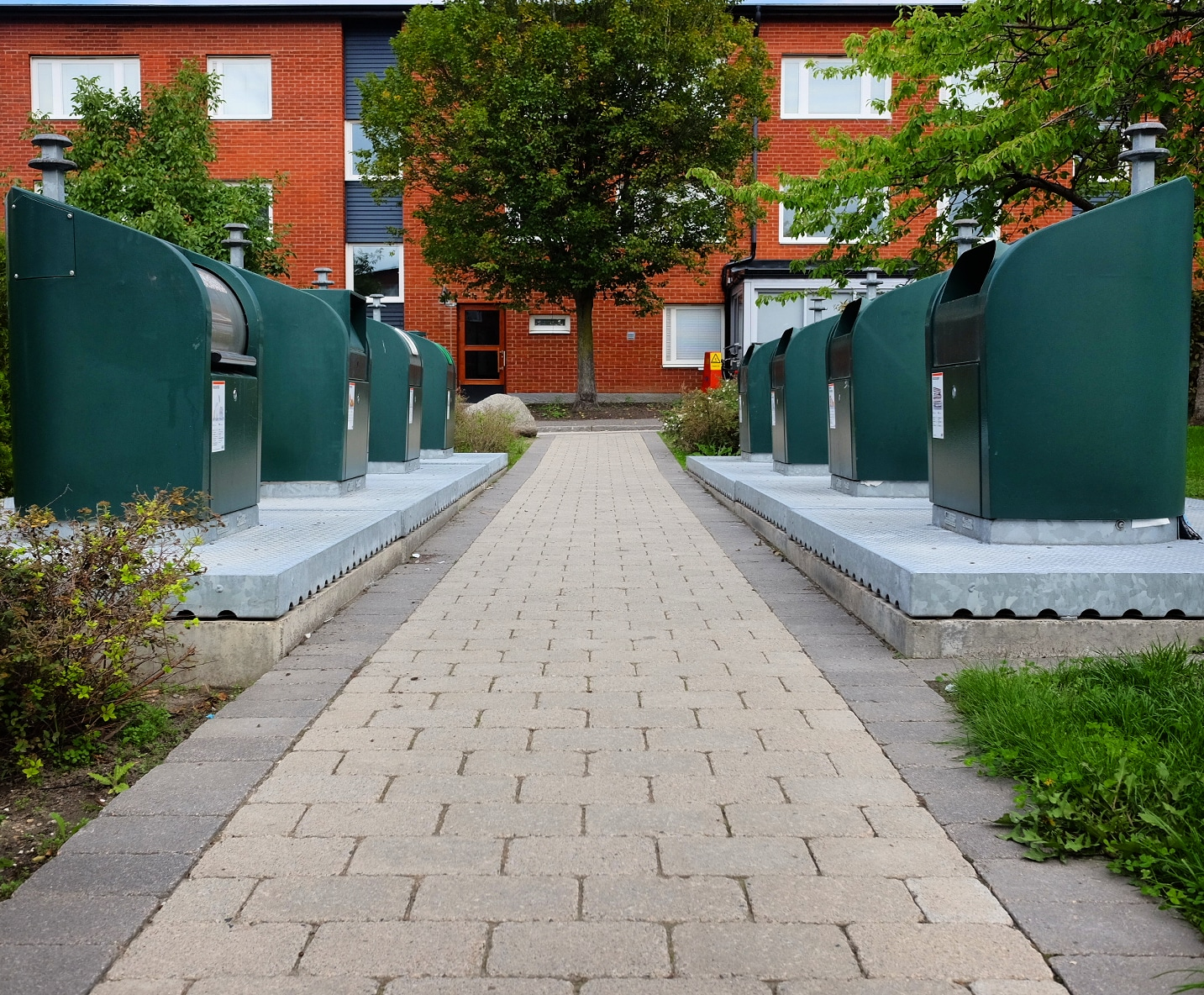
Sopsortering i Brf Klosters fälad.

Klosters fälad är ett bostadsområde i den norra delen av Väster i Lund. Området gränsar mot Fjelievägen i nordöst. Vildanden i sydöst anses ibland ingå i Klosters fälad.
Bostadsområdet byggdes 1964-1966 och består nästan uteslutande av flerfamiljshus. I kvarteret Vildgåsen byggde Svenska Riksbyggen 24 hus med 412 lägenheter som kom att ägas av en bostadsrättsförening. I det mindre kvarteret Labben byggde LKF sju hus med 83 lägenheter, ritade av Birger Larsson. Alla dessa är lamellhus i tre våningar.
Lunds stadsbussars linje 5 sträcktes ut till Klosters fälad 1965 och något år senare etablerades linje 6 som en egen linje för området.

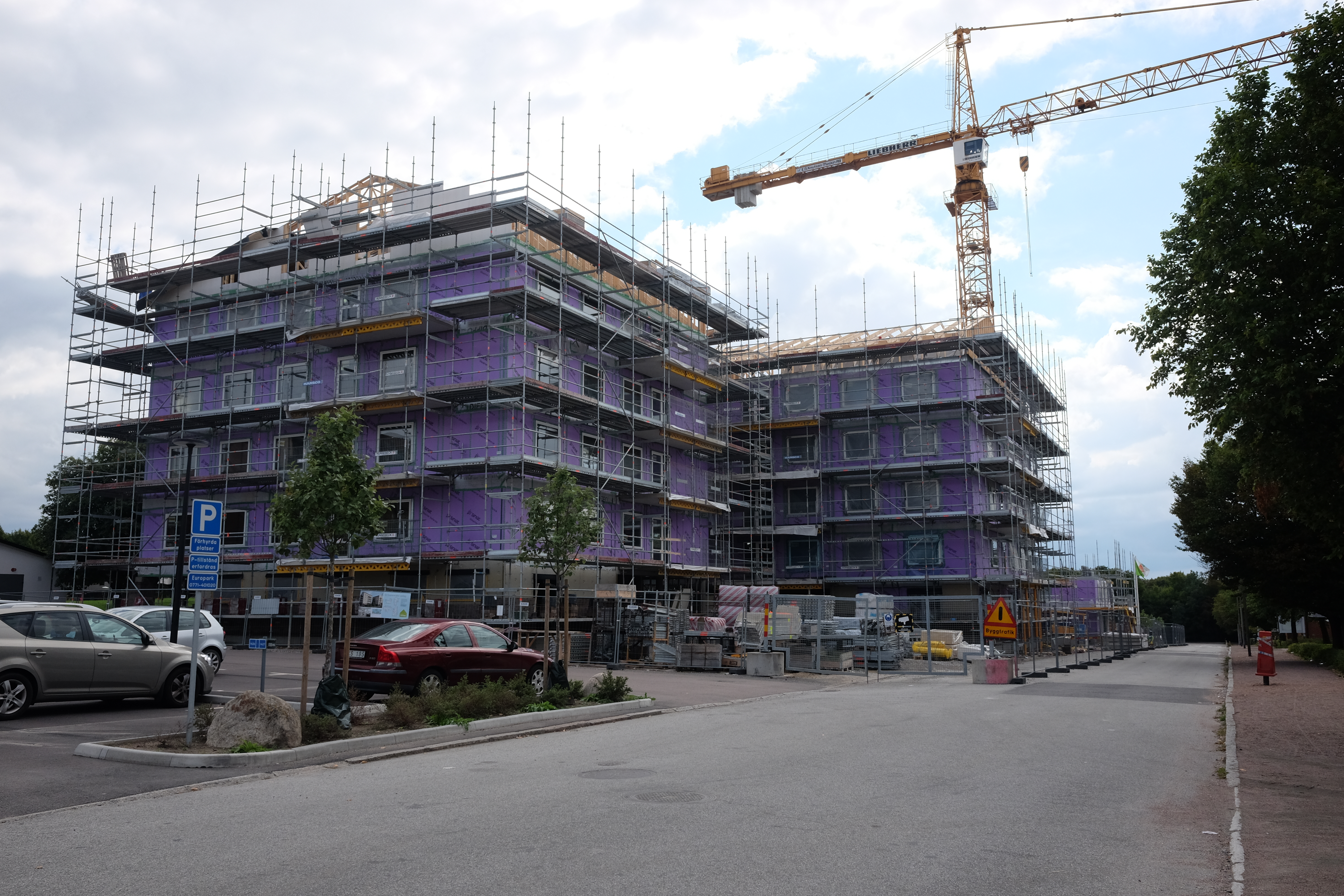
Nybygge 2018.

Under 2018 byggde Skanska fyra nya hus med 80 bostadsrätter mellan Vildandsvägen och Vildgåsvägen som en del av en förtätning av området.
I kvarteret Vildgåsens östligaste hörn byggdes en livsmedelsbutik som öppnade den 1 november 1967 som Ica-butiken Vildgåsens livs. Vildgåsens livs nyöppnade den 15 maj 2002 som en Netto, en av de första Nettobutikerna att öppna i Sverige. Netto blev en Coop den 13 mars 2020.